# Blessing Okagbare
Blessing Okagbare-Ighoteguonor (Sapele, 9 d'octubre de 1988) és una atleta nigeriana de carreres de velocitat i salt de longitud. En la seva carrera esportiva ostenta una medalla de bronze als Jocs Olímpics, i dues medalles d'or als Jocs de la Mancomunitat.
El febrer de 2022, va ser suspesa durant 10 anys per dopatge.

## Trajectòria
Nascuda en la comunitat de Sapele, en l'estat del Delta, Blessing va començar a cridar l'atenció en els anys escolars a causa del seu aparent físic. De fet, ella va iniciar jugant al futbol, però posteriorment va practicar l'atletisme. Ja el 2004 començava a guanyar medalles en tornejos de categoria júnior en les proves de salt, però va ser la medalla de bronze del festival nacional d'esports en Abuja, en el triple salt, que li va donar l'oportunitat de donar-se a conèixer i així participar en el campionat mundial júnior del 2006.
En el 2007 va prendre part de les proves de triple salt i salt de longitud en la reunió de classificació del seu país pels Jocs Panafricans. En aquest esdeveniment continental es va inscriure en ambdues proves: en el salt de longitud es va agenciar la medalla de plata, mentre que en el triple salt va quedar en la quarta posició. Després d'aquesta experiència va aprofitar l'oportunitat d'obtenir una beca en la Universitat de Texas en El Pas, Estats Units, per estudiar Negocis i millorar les seves aptituds atlètiques, la qual cosa va significar un pas transcendental en la seva vida.
Per a la temporada del 2008 va aconseguir colar-se en la delegació de Nigèria pels Jocs Olímpics de Pequín. En aquest esdeveniment va participar en la prova del salt de longitud però no va poder passar de la primera ronda; no obstant això, va arribar a la final en prendre la plaça de Lyudmyla Blonska qui havia estat desqualificada per dopatge. Com un «grandiós miracle», segons les seves paraules, es va situar en la tercera posició per guanyar la medalla de bronze amb registre de 6,91 m.
Posteriorment, i per un suggeriment del seu entrenador, Okagbare va començar a competir en les carreres de velocitat. De fet, córrer és una exigència necessària per a les proves de salt, i a causa del seu bon acompliment va debutar amb bon peu en una reunió d'Albuquerque amb registre d'11,21 s en els 100 m en el 2009. A més, per al mes de juliol d'aquest mateix any va guanyar el campionat nacional nigerià dels 100 m amb marca d'11,16 s.
La participació en carreres de velocitat i proves de salts va començar a rendir-li victòries al febrer del 2010 amb títols nord-americans en pista coberta en els 60 m i el salt de longitud. Al juliol es va alçar amb les proves de 100 m i salt de longitud en el campionat de la NCAA, sent la primera atleta a aconseguir-ho en la història de l'esdeveniment.A causa d'aquesta proesa va ser reconeguda com l'atleta de l'any en la competència Conference USA.
Aquest mateix any va debutar en la Lliga de Diamant en els 100 m i va millorar el seu registre personal en la reunió de Mònaco amb 11,10 s. A més va prendre part per primera vegada en el campionat africà i va ressaltar com una de les protagonistes del certamen en guanyar tres medalles d'or: en els 100 m (11,03 rècord de campionat), salt de longitud (6,62 m) i relleu de 4 × 100 m (43,45 s rècord de campionat). cal anotar que aquesta última prova la va realitzar mentre la final del salt de longitud estava en curs, ja que es va unir a l'equip nigerià després de la quarta ronda de salts. Acabada la carrera es va reincorporar. Per a setembre va tancar la temporada en la copa continental amb un tercer lloc en els 100 m (11,14 s) i sisè lloc en el salt de longitud (6,34 s). Al·legant cansament, va declinar l'assistència als Jocs de la Mancomunitat de Nova Delhi i a més va decidir a més sotmetre's a una operació en la tíbia.
Pel 2011 va tenir algunes participacions en la Lliga de Diamant en els 100 m, 200 m i salt de longitud. Per al mes d'agost, i amb retards de la seva operació, va debutar en el campionat mundial de Daegu amb resultats discrets en els 100 m amb un cinquè lloc en la final (11,12 s) mentre que en el salt de longitud va quedar relegada en la ronda classificatòria. Posteriorment es va presentar als Jocs Panafricans de Maputo on es va alçar amb una medalla daurada en el salt de longitud (6,50 m), una de plata en els 100 m (11,01 m) i un altre metall daurat en els 4 × 100 m (43,34 s).
L'any 2012 Okagbare va canviar la seva seu d'entrenament a Califòrnia. A mitjan aquest any, al juny, va participar en el campionat africà en el qual no va poder defensar el títol dels 100 m en obtenir la medalla de plata (11,18 s), encara que es va penjar l'or en el salt de longitud amb 6,96 m. No obstant això, per al mes següent es va agenciar les seves primeres victòries en la Lliga de Diamant: va ser en la prova dels 100 m, en la qual tant a Mònaco com a Glasgow, va arribar en el primer lloc (10,96 s i 11,01 s respectivament).
Aquests triomfs van fomentar l'expectació al seu país per la seva participació en els Jocs Olímpics de Londres. Però els resultats van ser insatisfactoris per a ella mateixa i els afeccionats en quedar en vuitè lloc de la final dels 100 m, malgrat un rècord personal previ de 10,92 s en semifinals; a més va quedar relegada en la ronda prèvia del salt de longitud (6,34 m) mentre que en la carrera de 4 × 100 m amb l'equip nigerià es va situar en el quart lloc (42,64 s).
El 2013 va tornar amb nous brios en obtenir victòries per la Lliga de Diamant en la prova de 100 m a Londres (10,79 s); en els 200 m a Birmingham (22,55 s); i en el salt de longitud de Lausana (6,98 m) i Mònaco (7,00 m). Per a agost es va presentar per segona ocasió al campionat mundial, aquesta vegada realitzat en Moscou i encapçalant la delegació nigeriana com a capitana. En aquest esdeveniment es va alçar amb les seves primeres medalles mundials en obtenir la medalla de plata en el salt de longitud (6,99 m), i un dia després va obtenir bronze en els 200 m (22,32 s), encara que va acabar oficialment amb el mateix temps de Murielle Ahouré. Amb el triomf del salt de longitud es va convertir en la primera dona africana a conquistar una medalla en l'especialitat en el campionat mundial,i la primera nigeriana a alçar-se amb dues medalles en el certamen.
De fet tenia com a objectiu portar-se quatre medalles, però va fallar en els esdeveniments de 100 m i 4 × 100 m.Nigèria no havia obtingut medalles en campionats mundials des de l'edició de Sevilla en 1999.
Per a la temporada del 2014, en la Lliga de Diamant, va tenir participació en els 100 m i 200 m, sent en aquesta última en la qual es va agenciar victòries a Xangai (22,36 s) i París (22,32 s). No obstant això, Okagbare va realitzar en els Jocs de la Mancomunitat de Glasgow el primer gran acompliment de la seva carrera en guanyar les proves de 100 m amb nou rècord de la competència de 10,85 s, i els 200 m amb registre de 22,25 s, per la qual cosa es va convertir en la desena dona a realitzar aquesta gesta en la història de l'atletisme dels Jocs de la Mancomunitat. A més es va alçar una medalla de plata en el relleu de 4 × 100 m. Pel campionat africà realitzat a l'agost, es va alçar amb dos metalls daurats en les proves de 100 m (11,00 s rècord de campionat) i 4 × 100 m.
En el mes de maig de 2015 Okagbare va debutar en el Campionat Mundial de Carreres de Relleus realitzat a les Bahames, i va aconseguir la medalla daurada en la prova de 4 × 200 m. Posteriorment va iniciar la seva participació en la Lliga de Diamant amb un triomf en Xangai en els 100 m amb registre de 10,98 s. Va continuar a Eugene, on va ser quarta (10,87 s), i a París va acabar en el segon lloc (10,80 s). Similar resultat va obtenir a Londres amb 10,98 s. En tant, en els 200 m va arribar també segona en Nova York amb marca de 22,67 s.
Va ser així que es va presentar al seu tercer campionat del món, aquesta vegada en Pequín, on es va apuntar en les proves de 100 m i 200 m. Els seus resultats van ser desalentadors, no obstant això, en quedar en el vuitè lloc de la final dels 100 m amb temps d'11,02 s, mentre que en els 200 m no va iniciar ni tan sols les eliminatòries. En aquesta última prova es va adduir que una lesió en els músculs isquiotibials li havia impedit participar.
Malgrat tot, va acabar la seva temporada en la Lliga de Diamant a Zuric amb un segon posat en els 100 m amb registre de 10,98 s. I en els Jocs Panafricans de Brazzaville va aconseguir el primer lloc en la carrera de relleus 4 × 100 m.
El 2016 va assistir als seus tercers Jocs Olímpics, els quals es van celebrar en Rio de Janeiro, però va tenir una altra desalentadora participació al no poder sobrepassar les rondes semifinals dels 100 m i 200 m, encara que en la carrera de relleus 4×100, al costat de l'equip nigerià, va aconseguir prendre part en la final en la qual van arribar en el vuitè lloc amb una marca de 43,21 s. Després de la competició, va expressar la seva frustració davant l'escàs suport rebut per part del govern nigerià als seus atletes durant els Jocs, i fins i tot es va plantejar adoptar una altra nacionalitat.
El febrer de 2022, va ser suspesa durant 10 anys per dopatge.

## Vida personal
Blessing Okagbare és una devota cristiana,i va contreure matrimoni amb el futbolista nigerià Igho Otegheri al novembre de 2014.

## Marques personals
| Prova            | Marca (Vent)   | Lloc           | Data       |
| ---------------- | -------------- | -------------- | ---------- |
| 100 m            | 10,79 s (+1,1) | Londres (GBR)  | 27/07/2013 |
| 200 m            | 22,23 s (+1,5) | Eugene (USA)   | 31/05/2014 |
| 300 m            | 37,04 s        | Pasadena (USA) | 23/03/2013 |
| Salt de longitud | 7,00 m (0,0)   | Mònaco (MCO)   | 19/07/2013 |
| Triple salt      | 14,13 m (+2,0) | Lagos (NGA)    | 19/05/2007 |